# Водородный показатель
Водоро́дный показа́тель, или pH, — количественная характеристика кислотности водных растворов. 
Численно равна отрицательному десятичному логарифму активности ионов водорода: 
{\displaystyle \mathrm {pH} =-lg~a_{\mathrm {H} ^{+}}}
Для водных растворов (при стандартных условиях):
- pH < 7 соответствует кисло́тному раствору;
- pH = 7 соответствует нейтра́льному раствору;
- pH > 7 соответствует осно́вному раствору[источник не указан 43 дня].

Водородный показатель может быть определён с помощью кислотно-основных индикаторов, измерен потенциометрическим pH-метром.

## История
Развитию концепции водородного показателя положила начало ионная теория. Она установила взаимосвязь между концентрациями ионов водорода и гидроксид-ионов, в том время, как уравнение Нернста позволило расчитывать сами концентрации. Благодаря открытию М. Ле Блана, появилась возможность экспериментально находить концентрацию посредством замера ЭДС гальванических элементов. Примерно тогда же Аррениусом, Й. Й. Вийсом, Ф. Кольраушом и А. Гейдвейлером были рассчитаны примерные значения константы диссоциации (ионного произведения) воды в пределах 1,1•10-14—1,41•10-14 .
Позже П. Сили напишет работу, положившую начало исследованию и практическому применению буферных растворов. Наблюдая за изменением каталитической активности фермента, приготовленного из экстракта солода, О. Фернбах и Л. Юбен подошли к определению буферной емкости. Они заметили, что кислота или основание влияет на него только при условии, что их концентрация выше определенной величины. Но ученые видели причину в природе кислоты (в присутствии в смеси моно- и бифосфатов), в то время как С. Сёренсен — в концентрации ионов водорода. Сёренсен хотел доказать свое предположение, поэтому нуждался в надежном методе измерения кислотности раствора и возможности приготовления раствора с точно известной концентрацией ионов водорода (кремнефосфатные буферные растворы Сёренсена). С целью упрощения расчетов, Сёренсеном были предложены единицы pH. Также ученый ввел само понятие водородного показателя, как {\displaystyle -lg{~c_{H}}} в 1909 году и {\displaystyle -lg{~a_{H}}} в 1924.
Данная характеристика в первую очередь была оценена биохимиками. Первой монографией, посвященной данному вопросу, была работа «О концентрации водородных ионов» («Die Wasserstoffionkon-zentration») 1914 г., а первой книгой, затрагивавшей аналитические аспекты концепции водородного показателя, была монография И. Кольтгофа «Применение цветных индикаторов» («Der Gebrauch von Farbindicator»), изданная в 1921 году.

## Уравнения, связывающие pH и pOH

### Вывод значения pH
В чистой воде концентрации ионов водорода ([H+]) и гидроксид-ионов ([OH−]) одинаковы и при 22 °C составляют по 10−7 моль/л, это напрямую следует из определения ионного произведения воды, которое равно [H+] · [OH−] и составляет 10−14 моль2/л2 (при 25 °C).
Когда концентрации обоих видов ионов в растворе одинаковы, говорят, что раствор имеет нейтральную реакцию. При добавлении к воде кислоты концентрация ионов водорода увеличивается (на самом деле увеличивается не концентрация собственно ионов — иначе как способность кислот «присоединять» ион водорода могла бы приводить к этому — а концентрация именно таких соединений с «присоединённым» к кислоте ионом водорода), а концентрация гидроксид-ионов соответственно уменьшается, при добавлении основания — наоборот, повышается содержание гидроксид-ионов, а концентрация ионов водорода падает. Когда [H+] > [OH−], говорят, что раствор является кислотным, а при [OH−] > [H+] — осно́вным.
Для удобства представления, чтобы избавиться от отрицательного показателя степени, вместо концентрации ионов водорода используют её взятый с обратным знаком десятичный логарифм, который, собственно, и является водородным показателем — pH.
{\displaystyle {\text{pH}}=-\lg \left[{\mbox{H}}^{+}\right]}

### pOH
Несколько меньшее распространение получила обратная pH величина — показатель осно́вности раствора, pOH, равная отрицательному десятичному логарифму концентрации в растворе ионов OH−:
{\displaystyle {\text{pOH}}=-\lg \left[{\mbox{OH}}^{-}\right]}
Так как в любом водном растворе при 25 °C {\displaystyle [{\text{H}}^{+}][{\text{OH}}^{-}]=1{,}0\cdot 10^{-14}}, очевидно, что при этой температуре:
{\displaystyle {\text{pOH}}=14-{\text{pH}}}

## Значения pH в растворах различной кислотности
Так как при 25 °C (стандартных условиях) [H+] · [OH−] = 10−14, то понятно, что при этой температуре pH + pOH = 14.
Так как в кислотных растворах [H+] > 10−7, то у кислотных растворов pH < 7, аналогично, у осно́вных растворов pH > 7, pH нейтральных растворов равен 7. При более высоких температурах константа электролитической диссоциации воды повышается, соответственно увеличивается ионное произведение воды, поэтому нейтральной оказывается pH < 7 (что соответствует одновременно возросшим концентрациям как H+, так и OH−); при понижении температуры, напротив, нейтральная pH возрастает.

## Связь pKaи pH
{\displaystyle \mathrm {p} K_{\mathrm {a} }=-\lg \left(K_{\mathrm {a} }\right)} — показатель константы кислотности. 

### Уравнение Гендерсона-Хассельбаха
{\displaystyle {\ce {pH}}=\mathrm {p} K_{\mathrm {a} }+\lg \left(\mathrm {\frac {[A^{-}]}{[HA]}} \right)}

## Методы определения значения pH
Для определения значения pH растворов широко используют несколько методик. Водородный показатель можно приблизительно оценивать с помощью индикаторов, точно измерять pH-метром или определять аналитически путём, проведением кислотно-осно́вного титрования.
1. Для грубой оценки концентрации водородных ионов широко используются кислотно-осно́вные индикаторы — органические вещества-красители, цвет которых зависит от pH среды. К наиболее известным индикаторам принадлежат лакмус, фенолфталеин, метиловый оранжевый (метилоранж) и другие. Индикаторы способны существовать в двух по-разному окрашенных формах — либо в кислотной, либо в осно́вной. Изменение цвета каждого индикатора происходит в своём интервале кислотности, обычно составляющем 1-2 единицы.
2. Для расширения рабочего интервала измерения pH используют так называемый универсальный индикатор, представляющий собой смесь из нескольких индикаторов. Универсальный индикатор последовательно меняет цвет с красного через жёлтый, зелёный, синий до фиолетового при переходе из кислотной области в осно́вную. Определения pH индикаторным методом затруднено для мутных или окрашенных растворов.
3. Использование специального прибора — pH-метра — позволяет измерять pH в более широком диапазоне и более точно, чем с помощью индикаторов. Ионометрический метод определения pH основывается на измерении милливольтметром-ионометром ЭДС гальванической цепи, включающей специальный стеклянный электрод, потенциал которого зависит от концентрации ионов H+ в окружающем растворе. Способ отличается удобством и высокой точностью, особенно после калибровки индикаторного электрода в избранном диапазоне pH, позволяет измерять pH непрозрачных и цветных растворов и потому широко используется.
4. Аналитический объёмный метод — кислотно-осно́вное титрование — также даёт точные результаты определения кислотности растворов. Раствор известной концентрации (титрант) по каплям добавляется к исследуемому раствору. При их смешивании протекает химическая реакция. Точка эквивалентности — момент, когда титранта точно хватает, чтобы полностью завершить реакцию, — фиксируется с помощью индикатора. Далее, зная концентрацию и объём добавленного раствора титранта, вычисляется кислотность раствора[источник не указан 43 дня].
5. При отсутствии инструментальных средств определения рН могут быть использованы водные экстракты антоцианов — пигментов растений, окрашивающих цветки, плоды, листья, стебли. Основа их строения — катион флавилия, у которого кислород в пирановом кольце свободновалентен. Например, цианидин имеет красновато-фиолетовый цвет, однако цвет меняется с изменением рН: растворы имеют красный цвет при рН<3, фиолетовый при рН 7-8 и голубой при рН>11. Обычно в кислоте антоцианы имеют красный цвет различной интенсивности и оттенков, а в щелочной — синий. Такие изменения в окраске антоцианов можно наблюдать, добавляя кислоту или щелочь к окрашенному соку смородины, вишни, столовой свёклы или краснокочанной капусты[6].

## Влияние температуры на значения pH
Влияние температуры на значения pH объясняется различной диссоциацией ионов водорода (H+) и не является ошибкой эксперимента. Температурный эффект невозможно компенсировать за счет электроники pH-метра.

## Биологическая роль
Живые организмы обладают кислотно-основным гомеостазом — постоянным pH биологических жидкостей, тканей и органов. В организме человека величина данного показателя влияет на скорость и направление ферментативных реакций, а следовательно, процессов метаболизма.
| Биожидкость                                     | Биожидкость                                     | pH (в норме) |
| ----------------------------------------------- | ----------------------------------------------- | ------------ |
| Желчь в протоках                                | Желчь в протоках                                | 7,4—8,5      |
| Желчь в пузыре                                  | Желчь в пузыре                                  | 5,4—6,9      |
| Кожа (внутриклеточная жидкость, различные слои) | Кожа (внутриклеточная жидкость, различные слои) | 6,2—7,5      |
| Молоко                                          | Молоко                                          | 6,6—6,9      |
| Моча                                            | Моча                                            | 4,8—7,5      |
| Слюна                                           | Слюна                                           | 6,35—6,85    |
| Содержимое тонкого кишечника                    | Содержимое тонкого кишечника                    | 7,0—8,0      |
| Сок поджелудочной железы                        | Сок поджелудочной железы                        | 7,5—8,0      |
| Спинномозговая жидкость                         | Спинномозговая жидкость                         | 7,40 ± 0,05  |
| Сыворотка крови                                 | Сыворотка крови                                 | 7,40 ± 0,05  |
| Печень (внутриклеточная жидкость)               | Купфферовские клетки                            | 6,4—6,5      |
| Печень (внутриклеточная жидкость)               | Клетки по периферии долек                       | 7,1—7,4      |
| Печень (внутриклеточная жидкость)               | Клетки в центре долек                           | 6,7—6,9      |
| Чистый желудочный сок                           | Чистый желудочный сок                           | 0,9—1,1      |

### Регуляция pH в крови
В состоянии покоя pH артериальной крови соответствует 7,4, а венозной — 7,34. Показатель pH может варьироваться от 7,3 до 7,5, в зависимости от физиологического состояния человека. При более значительных отклонениях в кислую сторону (6,95) наступает потеря сознания, а при неоказании помощи — смерть; при сильном уменьшении концентрации ионов водорода, а следовательно, увеличении pH (7,7), развиваются тяжелые судороги (тетания) и возникает вероятность смерти.  
В процессе метаболизма кровь получает кислые продукты обмена, при этом, реакция крови не изменяется из-за работы почек и легких, удаляющих из крови углекислый газ, избыток кислот и оснований, а также наличия в ней буферных систем (гемоглобиновой, карбонатной, фосфатной) и белков плазмы, которые поддерживают постоянство pH.

### Комментарии
1. ↑  Встречается написание «Зёренсен»[4].
2. ↑  Буферная система гемоглобина является самой мощной буферной системой крови.